# Хайсан-Хулуг
Хайсан-Хулуг (монг. Хайсан Хөлөг, Hülüg Khaan, Külüg qaγan), храмове ім'я Уцзун (кит.: 武宗; піньїнь: Wuzong; 4 серпня 1281 —27 січня 1311) — третій імператор династії Юань.

## Життєпис

### Молоді роки
Народився у 1281 році у родині Дармабали, сина Джингіма та онука Хубілая. Був небіжем Оладжейту-Темура, деякий час виховувався у столиці імперії Ханбалику. Згодом, у 1289 році був відправлений до Монголії проти хана Хайду, проте зазнав поразки. У 1301 році знову поразки від Хайду, але невдовзі помер від поранень.
У 1304 році отримує титул вана (князя) Хуайніна. У 1306 році воював проти Дува-хана, володаря Чагатайського улуса, якого розбив й змусив визнати владу династії Юань. Після смерті Темур-хана у 1307 році Хайсан перебрався до Каракоруму й очікував на обрання нового імператора та великого кагана. Втім у Ханбалику, столиці імперії відбувалося сум'яття — точилася боротьба між претендентами-онуками Хубілая — Анандою та Аюбарібадою. Тоді Хайсан рушив до Шанду, де оголосив себе каганом та імператором, а незабаром це визнали монгольські князі та військовики.

### Правління
Із самого початку свого володарювання призначив багатьох чиновників з числа монголів, кипчаків та аланів, які сприяли сходженю на трон Хайсана — Іналтото, Асан-бука, Чжанур, Баян, Читайбуші. Після отримання влади як подарунки роздав 3,5 млн дін. Водночас намагався зменшити бюрократичний апарат, проте невдало. За його час кількість чиновників лише зросла. Втім, зовнішньополітичне становище зміцнилося: володарі Чагатайського улусу та Кореї визнали його зверхність. У 1308 році йому вдалося підкорити айнів острова Сахалін.
Водночас продовжувала зростати інфляція. Знецінення паперових грошей у 1309 році призвело до того, що Хайсан-Хулуг оголосив про повернення мідних грошей. Для наповнення скарбниці продавав титули, навіть ремісникам. Однак, витрати імператора зросли до 10 млн паперових грошей. Іншим засобам покращення економічного стану стало впровадження податків: соляна ліцензія зросла на 35%, на заможні родини було покладено податок у 2%. Разом з тим Хайсан-Хулуг намагався сприяти розвитку як зовнішньої, так й внутрішньої торгівлі. Помер Хайсан-Хулуг раптово 27 січня 1311 року, призначивши спадкоємцем трону свого брата Аюрбарібаду.